# 인적자원관리
인적자원관리(영어: human resource management, HRM workforce management, WFM[*]) 또는 인사 행정(personnel administration), 인사관리는 조직의 목표를 이루기 위해 필요한 인적 자본을 확보·개발·활용하는 활동을 계획하고 관리하는 일련의 과정이며, 조직에 필요한 인력자원을 동원(채용)하고 관리(사기앙양과 능력발전)함으로써 행정의 효율을 제고하려는 관리전략을 의미한다. 인적 자원 관리 (워크포스 매니지먼트)의 개념은 인력 최적화 및 인력 계획과 유사하다.
직원의 기능과 역할은 종종 회사에서 사소한 것으로 간주된다. 다양한 기술을 가진 인적 자원은 종종 매번 변경된다. 우리는 반감이 아닌 많은 현지 및 다국적 회사가 특정 시간에 고용 계약을 제공하는 것을 볼 수 있다. 계약이 만료 된 후 회사는 신입 사원 등을 채용 할 것이다. 바람직하지 않은 방법은 회사의 운영 비용을 줄이기 위해 회사에서 수행한다. 직원이 회사의 소중한 자산이 될 수있는 인적 자원이라는 것을 알고 있다면. 이로부터 인적 자본 관리에 human capital alfamart 보관됨 2020-08-12 - 웨이백 머신.
- 중요성 : 유능한 인재의 확보와 관리는 개인의 사기앙양과 능력발전은 물론, 행정의 생산성에도 결정적인 요소이다.
- 일반적인 특성
  - 전문성
  - 과학성
  - 적극성
  - 수단성·기술성
  - 적응성(신축성)
  - 기능의 다양성·통합성·광범위성 등

## 인적자원관리의 변수
인적자원관리는 유능한 인재를 조직에 유치하여 인간적 가치를 존중하면서 능력발전을 계속적으로 도모하고 높은 근무의욕을 유지시켜 조직의 목적을 달성하려는 수단적 활동이다.
- 임용 : 모집, 시험, 배치 등
- 능력발전 : 교육훈련, 근무성적평정, 승진, 전직, 전보, 제안, 파견 등
- 사기관리 : 보수, 고충관리, 인사상담, 연금, 후생복지, 정치적중립, 직업공무원, 신분보장, 공무원단체, 인간관계, 행정윤리 등

## 현대 인적자원관리 특징
- 개방체제적 성격 : 인사행정은 행정체제를 포함한 상위체제로부터의 다양한 요구를 수용하고 그에 대하여 적절히 대응하여야 한다. 환경으로부터의 요구는 서로 상반되는 내용을 포함하기도 하고 시대에 따라 변화하거나 우선순위가 바뀌기도 한다.
- 가치갈등적 성격 : 인사행정은 시대별 정치적 상황의 산물로서 엽관주의 → 실적주의 → 적극적 인사행정으로 변천하면서 민주성, 능률성, 형평성 등 다양한 가치를 내포하기도 한다.
- 환경종속성 : 특정한 정부의 인사행정을 지배하는 가치나 기본원칙은 그 정부가 속해있는 정치적, 경제적, 사회적, 문화적 환경의 특수성에 따라 결정된다.
- 인적자원관리 : 인력을 단순한 통제의 대상으로 보지 않고 조직목표 달성의 핵심적인 자산(asset), 즉 인적자원(human resource)으로 인식하며 인적자원의 관리를 조직의 전략적관리와 연계시킬 것을 강조한다.
- 종합학문적 성격 : 인사행정에 대한 체계적 연구나 효율적인 관리전략의 수립은 정치학, 산업심리학, 인사심리학, 조직행동론, 관료제론, 사회학, 노동경제학 등 종합학문적 관점에서 접근해야 한다.

## 인사자원관리 제도의 변천
- 정치적 인사기(19C) : 임용에 있어서 능력보다는 정치적 고려를 중시하는 엽관주의 및 정실주의
- 고전적 인사기(19C말) : 능력과 통제중심의 실적주의 인사(과학적·객관적·합리적 인사, 능률지상주의)
- 신고전적 인사기(1930년대 이후) : 인간중심의 인사(사기·심리적 요인 중시, 비공식집단 고려 등)
- 적극적 인사기(1950년대 이후) : 체계적·적극적·효율적인 인적자원 관리에 바탕을 두고 능력발전에 주력(대표관료제 및 후기인간관계론 등)

## 인본주의 인사행정

### 후기인간관계론

#### 의의
- 후기인간관계론(Post Human Relationship Theory)이란 통제중심의 실적주의인사의 한계를 보완하기 위한 인간중심의 현대적(1930~1960년대)인사관리활동의 총칭이다.
- 소위 '인간주의', '참여관리론' 또는 '조직휴머니즘'이라고 불릴 수 있는 부류는 인간관계론, 후기인간관계론, 동기부여이론, 현상학적 접근방법의 옹호자들이다.
- 후기인간관계론은 인간을 자아실현적 존재로 보고 Y이론적 관리(각자의 능력발전과 사기앙양)에 의해 개인목표와 조직목표의 통합과 참여적 민주주의를 구현하려는 인적자원관리(Human Resources Management : HRM)이다.

#### 관련이론과 학자
- 로버트 골럼비에스키 : 규범적(도덕적) 조직관이나 조직의 인본주의(humanism)를 강조
- 에이브러햄 매슬로 : 자아실현인관을 위한 인적자원관리
- 더글러스 맥그리거 : Y이론적 관리방식
- 크리스 아지리스 : 심리적 에너지(성취욕구) 충족
- 워렌 베니스 : 탈관료제적인 분권적이고 탄력적 조직구조 운영
- 프레더릭 허즈버그 : 직무충실과 직무확대 등 직무재설계에 의한 '근무생활의 질(quality of working life)' 향상을 강조
- MBO & OD : 참여를 중시
- Harmon & Mayer : 현상학적 관점의 인적자원 관리를 중시

## 신인사제도
최근의 연구조사에 의하면, 최대의 주식배당률 실적을 기록한 다섯 개 기업의 경쟁력의 원천은 능력있는 인적자원임이 밝혀졌다. 즉 이들 기업은 모두 높은 애사심과 근무의욕, 뛰어난 능력을 소유한 종업원을 가지고 있었다.
최근의 시장상황은 복잡한 환경변화, 빠른 기술발전, 격화되는 경쟁, 까다로워지는 소비자 등으로 특징된다. 그러나 이러한 시장변화 속에서 소비자의 기호를 분석하고, 날로 발전하는 기술을 습득하여 경쟁력있는 제품을 신속하게 시장에 내놓아 경쟁적 우위를 차지하려면, 기업은 뛰어난 리더십, 창의력, 학습능력을 소유한 인재가 필요하다.
신인사제도란 능력위주, 인재양성을 위한 인사제도로서, 능력위주의 인사제도는 능력있는 종업원들의 능력을 인정하고, 그에 따른 정당한 대우를 제공하며, 이를 위한 객관적이고 공정한 평가제도를 개발하는 것이다.
인재양성을 위한 인사제도란 각종 교육훈련 프로그램을 개발하여, 세계시장에서 경쟁력 우위를 확보하는 데 공헌할 수 있는 능력있는 종업원을 양성하는 프로그램을 개발하는 것이다.
새로운 평가경향은 다면평가제도이다. 신인사제도에서는 부하들이 상사를 평가하도록 하는 상방평가가 새로운 경향이다. 이것은 다수의 하위평가자가 한 명의 상사를 평가하게 되면 평가의 신뢰성을 유지할 수 있으며, 또한 상사가 일방적 군림하는 관리태도를 지양할 수 있는 장점이 있다.
또한 동료간의 수평평가와 사원들이 자기의 성과를 평가하는 자기평가도 신인사제도의 새로운 경향이다.
승진도 과거와 달리 일반적인 태도보다 능력과 업적에 더 많은 가중치를 두어 승진대상자를 선별한다. 보상도 능력과 성과에 의해 결정되는 연봉제가 도입되거나 또는 능력에 의해서 결정되는 능력급이 확대되는 경향이 많다.
과거에는 능력있는 기능인력에 대한 인사제도가 미흡하였다. 이에 대해 신인사제도에서는 일반직과는 다른 별도의 직군을 만들어 고능력 전문인력과 기능인력을 채용, 이적 및 관리상의 문제를 해결한다.
신인사제도에서의 주요 부분은 교육훈련을 통한 인재양성이다. 기업의 인재양성은 2가지 목적이 있다. 첫째, 연구개발, 기획, 외환, 전산 등 고학력을 요구하는 소수의 석박사급 인력을 보유하고자 하는 것, 둘째, 일반사원들의 현재 능력을 향상시켜 이들이 보다 효과적으로 업무를 처리하도록 하는 것이다.
일반사원들의 능력개발을 위한 방안으로서, OJT(on the job training)과 off-JT(off the job training)이 있다.
과거의 권위주의식 경영기법이 변화하는 대내외 환경에 적합하지 않기 때문에 신인사제도가 등장하게 되었다. 따라서 기업이 모색하는 경영방법은 자율경영, 참여경영, 권한과 책임의 위양, 하의상달에 의한 경영, 현장위주의 경영 등으로 특징지을 수 있으므로, 과거의 권위주의, 일방적 지시위주의 경영방법을 벗어나야 한다.

## 같이 보기
- 인적 자원 개발(HRD)